# Melanotaenia

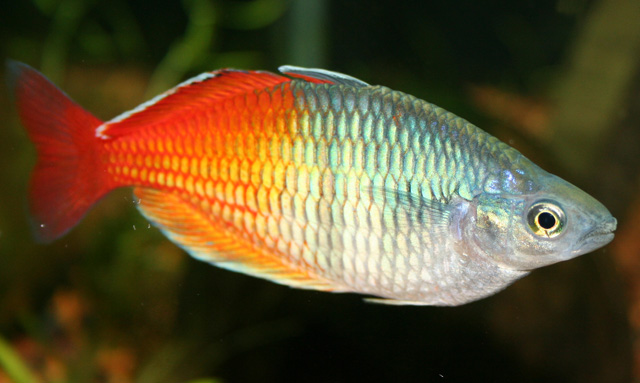
Melanotaenia boesemani

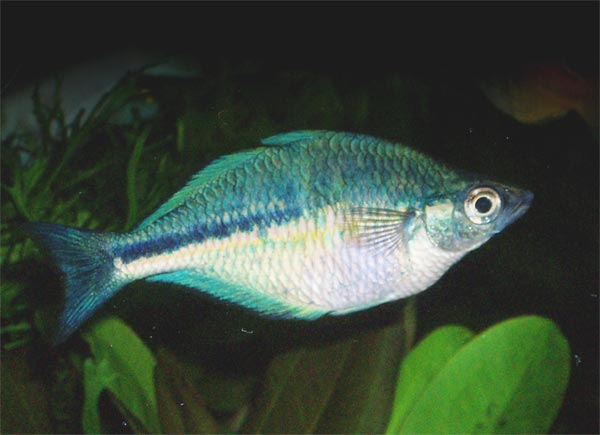
Melanotaenia lacustris

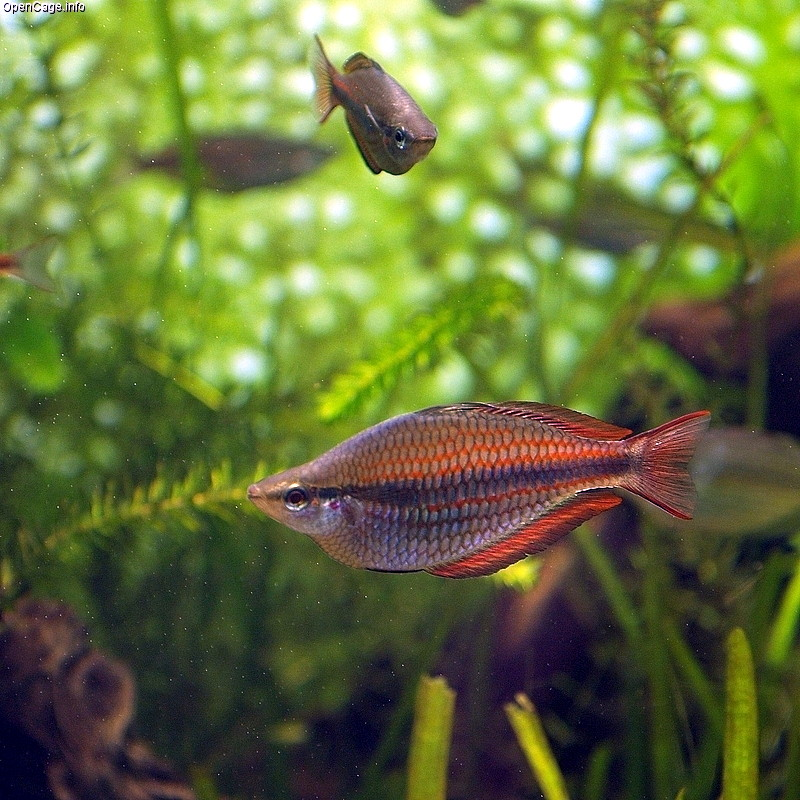
Melanotaenia trifasciata

A Melanotaenia a sugarasúszójú halak (Actinopterygii) osztályának kalászhalalakúak (Atheriniformes) rendjébe, ezen belül a Melanotaeniidae családjába tartozó nem.

## Tudnivalók
A Melanotaenia-fajok előfordulási területe Indonézia, Pápua Új-Guinea és Ausztrália. Ezekben az országokban is, a legtöbb faj elterjedése, csak egy-egy folyóra, patakra vagy tóra korlátozódik. Méretük fajtól függően 4,9-16 centiméter között mozog.

## Rendszerezés
A nembe az alábbi 71 faj tartozik:
- Melanotaenia affinis (Weber, 1907)
- Melanotaenia ajamaruensis Allen & Cross, 1980
- Melanotaenia albimarginata Allen, Hadiaty, Unmack & Erdmann, 2015
- Melanotaenia ammeri Allen, Unmack & Hadiaty, 2008
- Melanotaenia angfa Allen, 1990
- Melanotaenia arfakensis Allen, 1990
- Melanotaenia arguni Kadarusman, Hadiaty & Pouyaud, 2012
- Melanotaenia aruensis Allen, Hadiaty, Unmack & Erdmann, 2015
- Melanotaenia australis (Castelnau, 1875)
- Melanotaenia batanta Allen & Renyaan, 1998
- Boeseman kalászhala (Melanotaenia boesemani) Allen & Cross, 1980
- Melanotaenia caerulea Allen, 1996
- Melanotaenia catherinae (de Beaufort, 1910)
- Melanotaenia corona Allen, 1982
- Melanotaenia duboulayi (Castelnau, 1878)
- Melanotaenia eachamensis Allen & Cross, 1982
- Melanotaenia ericrobertsi Allen, Unmack & Hadiaty, 2014
- Melanotaenia exquisita Allen, 1978
- Melanotaenia fasinensis Kadarusman, Sudarto, Paradis & Pouyaud, 2010
- Melanotaenia flavipinnis Allen, Hadiaty & Unmack, 2014
- Melanotaenia fluviatilis (Castelnau, 1878)
- Melanotaenia fredericki (Fowler, 1939)
- Melanotaenia garylangei Graf, Herder & Hadiaty, 2015
- Melanotaenia goldiei (Macleay, 1883)
- Melanotaenia gracilis Allen, 1978
- Melanotaenia herbertaxelrodi Allen, 1981
- Melanotaenia irianjaya Allen, 1985
- Melanotaenia iris Allen, 1987
- Melanotaenia japenensis Allen & Cross, 1980
- Melanotaenia kamaka Allen & Renyaan, 1996
- Melanotaenia kokasensis Allen, Unmack & Hadiaty, 2008
- Melanotaenia kolaensis Allen, Hadiaty, Unmack & Erdmann, 2015
- Melanotaenia lacustris Munro, 1964
- Melanotaenia lakamora Allen & Renyaan, 1996
- Melanotaenia laticlavia Allen, Unmack & Hadiaty, 2014
- Melanotaenia maccullochi Ogilby, 1915
- Melanotaenia mairasi Allen & Hadiaty, 2011
- Melanotaenia maylandi Allen, 1983
- Melanotaenia misoolensis Allen, 1982
- Melanotaenia monticola Allen, 1980
- Melanotaenia mubiensis Allen, 1996
- Melanotaenia multiradiata Allen, Unmack & Hadiaty, 2014
- Melanotaenia nigrans (Richardson, 1843) - típusfaj
- Melanotaenia ogilbyi Weber, 1910
- Melanotaenia oktediensis Allen & Cross, 1980
- Melanotaenia papuae Allen, 1981
- Melanotaenia parkinsoni Allen, 1980
- Melanotaenia parva Allen, 1990
- Melanotaenia patoti Weber, 1907
- Melanotaenia picta Allen, Hadiaty, Unmack & Erdmann, 2015
- Melanotaenia pierucciae Allen & Renyaan, 1996
- Melanotaenia pimaensis Allen, 1981
- Melanotaenia praecox (Weber & de Beaufort, 1922)
- Melanotaenia pygmaea Allen, 1978
- Melanotaenia rubripinnis Allen & Renyaan, 1998
- Melanotaenia rubrivittata Allen, Unmack & Hadiaty, 2015
- Melanotaenia rubrostriata (Ramsay & Ogilby, 1886)
- Melanotaenia salawati Kadarusman, Sudarto, Slembrouck & Pouyaud, 2011
- Melanotaenia senckenbergianus (Weber, 1911)
- Melanotaenia sexlineata (Munro, 1964)
- Melanotaenia solata Taylor, 1964
- Melanotaenia splendida (Peters, 1866)
- Melanotaenia sylvatica Allen, 1997
- Melanotaenia synergos Allen & Unmack, 2008
- Melanotaenia trifasciata (Rendahl, 1922)
- Melanotaenia urisa Kadarusman, Setiawibawa & Pouyaud, 2012
- Melanotaenia utcheensis McGuigan, 2001
- Melanotaenia vanheurni (Weber & de Beaufort, 1922)
- Melanotaenia veoliae Kadarusman, Caruso & Pouyaud, 2012
- Melanotaenia wanoma Kadarusman, Segura & Pouyaud, 2012
- Melanotaenia wokamensis Allen, Hadiaty, Unmack & Erdmann, 2015